# Cyril Andresen
Cyril Romain Andresen (23 de noviembre de 1929-12 de septiembre de 1977) fue un deportista danés que compitió en vela en la clase Dragon. Participó en los Juegos Olímpicos de Melbourne 1956, obteniendo una medalla de plata en la clase Dragon.

## Palmarés internacional
| Juegos Olímpicos | Juegos Olímpicos      | Juegos Olímpicos | Juegos Olímpicos |
| Año              | Lugar                 | Medalla          | Clase            |
| ---------------- | --------------------- | ---------------- | ---------------- |
| 1956             | Melbourne (Australia) | Medalla de plata | Dragon           |